# Georg Christoph Biller

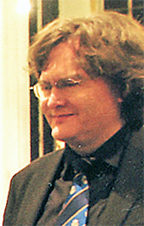
Georg Christoph Biller in 2008

Georg Christoph Biller (Nebra, 20 september 1955 - Leipzig, 27 januari 2022) was een Duitse koor- en orkestdirigent, Thomascantor en componist in Leipzig.

## Leven
Biller was zoon van een predikant. Van 1965 tot 1974 kreeg hij als lid van het Thomanerchor muziekles van Erhard Mauersberger en Hans-Joachim Rotzsch. In 1974 verliet hij de Thomasschule. Van 1976 tot 1981 studeerde hij orkestdirectie bij Rolf Reuter en Kurt Masur en zang aan het conservatorium van Leipzig. In 1976 stichtte hij het Leipziger Vocalensemble.
Van 1980 tot 1991 leidde hij het koor van het Gewandhaus in Leipzig. Tegelijkertijd doceerde hij koordirectie aan de lutherse hogeschool voor kerkmuziek te Halle. In 1982 werd het mannensextet Arion-Collegium opgericht. In dat jaar studeerde hij af als orkestdirigent aan de zomeracademie van het Mozarteum te Salzburg. Vanaf 1983 was hij lid van de Akademie der Künste te Berlijn. In 1991/92 doceerde hij koordirectie aan de Hochschule für Musik und Darstellende Kunst Frankfurt am Main en Hochschule für Musik Detmold.
Van 1992 tot 2015 was hij in Leipzig de zestiende Thomascantor sinds Johann Sebastian Bach. Hij voerde sinds 1992 de Kerkcantates van Bach periodiek in chronologische volgorde uit met het Thomanerchor en het Gewandhausorchester. Sinds 1994 doceerde hij daarnaast koordirectie aan het conservatorium van Leipzig.
Biller leed aan een ernstige neurologische ziekte die zijn bewegingsbereik steeds verder beperkte. Wegens de ziekte moest hij in 2015 zijn functie neerleggen. Hij stierf vredig op 66-jarige leeftijd.

## Composities
- Juister Psalmen
- Naunhofer Choralbuch
- Responsorien
- Gesänge nach Worten von Clemens Brentano
- 7 Lieder aus Stille
- Psalmen David
- Eine kleine Thomasmusik, 2000
- Der Nebraer Himmelspsalm
- Res severa verum gaudium (canon)
- Herr, tue meine Lippen auf
- Verleih uns Friede
- In einem Glauben, 2009
- Der apostolische Segen / Benedicamus, 2011
- Skt. Thomas-Motette
- Skt. Thomas-Ostermusik, 2012.
- Vater unser im Himmelreich, 2013
- Hiobs Botschaft, 2014
- Das Neue Thomasgraduale, 2014
- Irritationen, 2019

## Publicaties
- Das Biller-Werk-Verzeichnis – Eine Auswahl aus seinen Kompositionen und Bearbeitungen. Met biografie van de componist. Verlagshaus Gotthardt, Berlin, 2015.
- Met Thomas Bickelhaupt: Die Jungs vom hohen C. Erinnerungen eines Thomaskantors. Mitteldeutscher Verlag, Halle (Saale), 2018. ISBN 978-3-95462-951-0